# Mario de Luna
Mario Humberto de Luna Saucedo (Aguascalientes, Aguascalientes; 5 de enero de 1988) es un futbolista mexicano. Juega de defensa central o lateral derecho y actualmente milita en el Municipal Grecia de la Liga Promerica de Costa Rica. Cónyuge Alejandra de Aguinaga con quien tiene dos hijos Alessandro De Luna (actualmente jugador en fuerzas básicas Necaxa)y Fátima de Luna .

## Trayectoria

### Club Deportivo Guadalajara
Surge de las fuerzas básicas del Club Deportivo Guadalajara, y para 2007 es considerado para formar parte del plantel del Club Deportivo Tapatío filial en Primera división 'A' mexicana del Guadalajara. Ha participado también en citas internacionales con las divisiones inferiores del Guadalajara, como el "Torneo Trofeo Nereo Rocco" realizado en Italia.
En junio de 2007 fue llamado por José Manuel De la Torre para realizar pretemporada con el primer equipo del Guadalajara, participando en la Copa de la Paz y la SuperLiga Norteamericana.
El 9 de noviembre de 2008 hace su debut frente al Puebla en un marcador adverso para las Chivas de 2-1.
El 6 de septiembre de 2009 metió su primer gol en la Primera División dando el empate a Chivas ante Puebla de 2-2.
Es un jugador que por sus cualidades y su dedicación, se ganó la confianza del técnico rojiblanco José Luis Real al grado que fue uno de los tres jugadores del Guadalajara que jugó los 630 minutos del Torneo Apertura 2010, junto con el arquero Luis Michel y su compañero en la defensa Jonny Magallón.

### Chivas USA
En diciembre de 2012 fue cedido en calidad de préstamo a Chivas USA ya que el técnico John Van't Ship ya no requería de los servicios del defensa debido a la llegada del "Cherokee" Sergio Pérez y Adrián Cortés. 
Tras su paso por una temporada en el Club Chivas USA decide regresar al fútbol mexicano

### Club Puebla
El 18 de diciembre de 2013, en el Draft 2013, Puebla lo adquiere a préstamo con contrato de 2 años sin opción a compra. En su paso por el equipo queda campeón de la Copa MX contra su ex escuadra el Guadalajara.

### Club Necaxa
En el 2015 durante el draft de invierno el Club Necaxa lo adquiere a préstamo durante 1 año con opción a compra, de Luna logra destacar como defensor en el equipo de su propia tierra de la mano del Profe Alfonso Sosa, llegando a jugar los dos torneos, la Copa MX donde se llega a la final y la pierden con el club Tiburones Rojos de Veracruz, quedando Necaxa como subcampeón del torneo y la gran final donde se consigue la victoria sobre el club de ciudad Juárez, logrando el ascenso al máximo circuito del fútbol mexicano.
Debido a su buen desempeño durante el primer torneo en su regreso a Primera División que incluyó liguilla y semifinales del Apertura 2016, el club Necaxa buscó asegurar su permanencia con el club buscando comprar los derechos de su carta al club Guadalajara.

### Club Deportivo Guadalajara (Segunda Etapa)
El 3 de junio de 2018, a pesar de que el Club Necaxa tenía intenciones de comprar su carta, Chivas rechaza la oferta y Francisco Gabriel de Anda oficializa su regreso como el primer refuerzo de cara al Apertura 2018.

### Club Atlético de San Luis
El 21 de diciembre de 2018, se oficializó el traspaso de Mario de Luna al Club Atlético de San Luis, en compra definitiva, siendo el primer refuerzo de cara al Clausura 2019.

## Palmarés

### Campeonatos nacionales
| Título             | Club   | País   | Año  |
| ------------------ | ------ | ------ | ---- |
| Copa MX            | Puebla | México | 2015 |
| Liga de Ascenso    | Necaxa | México | 2016 |
| Campeón de Ascenso | Necaxa | México | 2016 |
| Copa MX            | Necaxa | México | 2018 |